# Český Jiřetín
Český Jiřetín è un comune della Repubblica Ceca facente parte del distretto di Most, nella regione di Ústí nad Labem.